# Alfred Hrdlicka
Alfred Hrdlicka (født 27. februar 1928 i Wien, død 5. december 2009) var en østrigsk billedhugger, tegner, maler og grafiker. Han var blandt andet kendt for at have udført Monumentet mod krig og fascisme, der er rejst på Albertinaplatz i Wien til minde om Anschluss.
Hrdlicka, der oprindeligt var uddannet tandlæge, læste malerkunst ved Akademie der bildenden Künste Wien under Albert Paris Gütersloh og senere skulpturkunst under Fritz Wotruba. I 2008 udstillede han i Wiens katolske domkirke, Stephansdom, og fik kritik for et religiøst værk med et homoerotisk tema.